# ده توكل (قلعة أصغر)
ده توکل (بالفارسية: ده توکل) هي قرية تقع في إيران في ناحية لاله زار. يقدر عدد سكانها بـ 45 نسمة .